# Parafia św. Jakuba Apostoła w Budziszewku
Parafia Świętego Jakuba Apostoła w Budziszewku – rzymskokatolicka parafia w Budziszewku, należy do dekanatu rogozińskiego archidiecezji gnieźnieńskiej. Powstała w XIV wieku. Obecny kościół wybudowany w 1755 z drewna.

## Proboszczowie
- ks. Przemysław Franek (?–2022)administrator[1]
- ks. Jarosław Zimny (1 lipca–31 sierpnia 2022) administrator[1]
- ks. Adam Czechorowski (2022– )[2] równocześnie proboszcz parafii Ducha Świętego w Rogoźnie[3].